# Borków (Warszawa)
Borków – osiedle w Warszawie, w dzielnicy Wawer, dawniej wieś szlachecka, założona w XV wieku.